# Odelsjord
Odelsjord (på færøsk óðalsjørð eller ognarjørð) eller arvejord er privat ejet jord i landbruget på Færøerne. 
Modsætningen heraf er kongsjorden. Odelsjorden er stort set dén jord, som var i privat ejendom indtil reformationen. Færøernes markatal af odelsjord er omkr. 1081 merkur af tilsammen 2367.